# An Me Thimase
«An Me Thimase» (греч. Αν Με Θυμάσαι; «Если ты помнишь меня») — песня в исполнении киприотской певицы Деспины Олимпиу, с которой она представляла свою страну на популярном конкурсе песни «Евровидение 2013». Авторами песни являются Андреас Гиоргаллис и Зенон Зиндилис. Песня звучит на греческом языке.

## Список треков сингла
| №  | Название             | Длительность |
| -- | -------------------- | ------------ |
| 1. | «An Me Thimase»      | 2:55         |
| 2. | «If You Think Of Me» | 3:00         |
| 3. | «Si Me Recuerdas»    | 2:55         |